# Eunice bertoloni
Eunice bertoloni är en ringmaskart som först beskrevs av Delle Chiaje 1828.  Eunice bertoloni ingår i släktet Eunice och familjen Eunicidae. Inga underarter finns listade i Catalogue of Life.